# Batalha de Blackburn's Ford
A Batalha de Blackburn's Ford (também conhecida como Escaramuça de Blackburn's Ford) ocorreu em 18 de julho de 1861, no estado Confederado da Virgínia, como parte da Campanha de Manassas da Guerra Civil Americana. O general da União Irvin McDowell e seu Exército do Nordeste da Virgínia estavam marchando para o sul em direção à capital confederada, Richmond, quando encontraram o Exército do Potomac Confederado sob o comando de P. G. T. Beauregard. McDowell enviou tropas da divisão de Daniel Tyler para sondar as defesas Confederadas ao longo do riacho Bull Run a fim de localizar o flanco esquerdo Confederado. Em Blackburn's Ford, as tropas da União tentaram atravessar, mas foram repelidas pelo fogo Confederado. A repulsa em Blackburn's Ford levou McDowell a procurar atacar os Confederados em um ponto diferente ao longo de sua linha, o que resultou na Primeira Batalha de Bull Run três dias depois.

## Antecedentes
Em 16 de julho de 1861, o inexperiente Exército da União, o Exército do Nordeste da Virgínia, sob o comando do General de Brigada (Gen. Brig.) Irvin McDowell, com 35 000 homens, deixou as defesas de Washington, D.C. para dar combate ao Exército do Potomac Confederado, que estava concentrado em torno do vital entroncamento ferroviário em Manassas. Movendo-se lentamente, o exército chegou a Fairfax Court House em 17 de julho; no dia seguinte, McDowell ordenou ao comandante da divisão, Gen. Brig. Daniel Tyler, que procurasse um ponto de travessia no riacho Bull Run e "mantivesse a impressão de que estávamos avançando sobre Manassas".
Os Confederados, cerca de 22 000 homens sob o comando do Gen. Brig. P.G.T. Beauregard, estavam concentrados perto do riacho Bull Run, com destacamentos espalhados ao norte do riacho para observar as tropas da União. Quando McDowell iniciou seu avanço de Washington, os destacamentos Confederados recuaram lentamente e se reuniram ao corpo principal. Beauregard esperava ser atacado no dia 18 ou 19 perto de Mitchell's Ford; enquanto isso, ele continuou a pedir reforços, especialmente do exército de Joseph E. Johnston no Vale do Shenandoah.

## Batalha

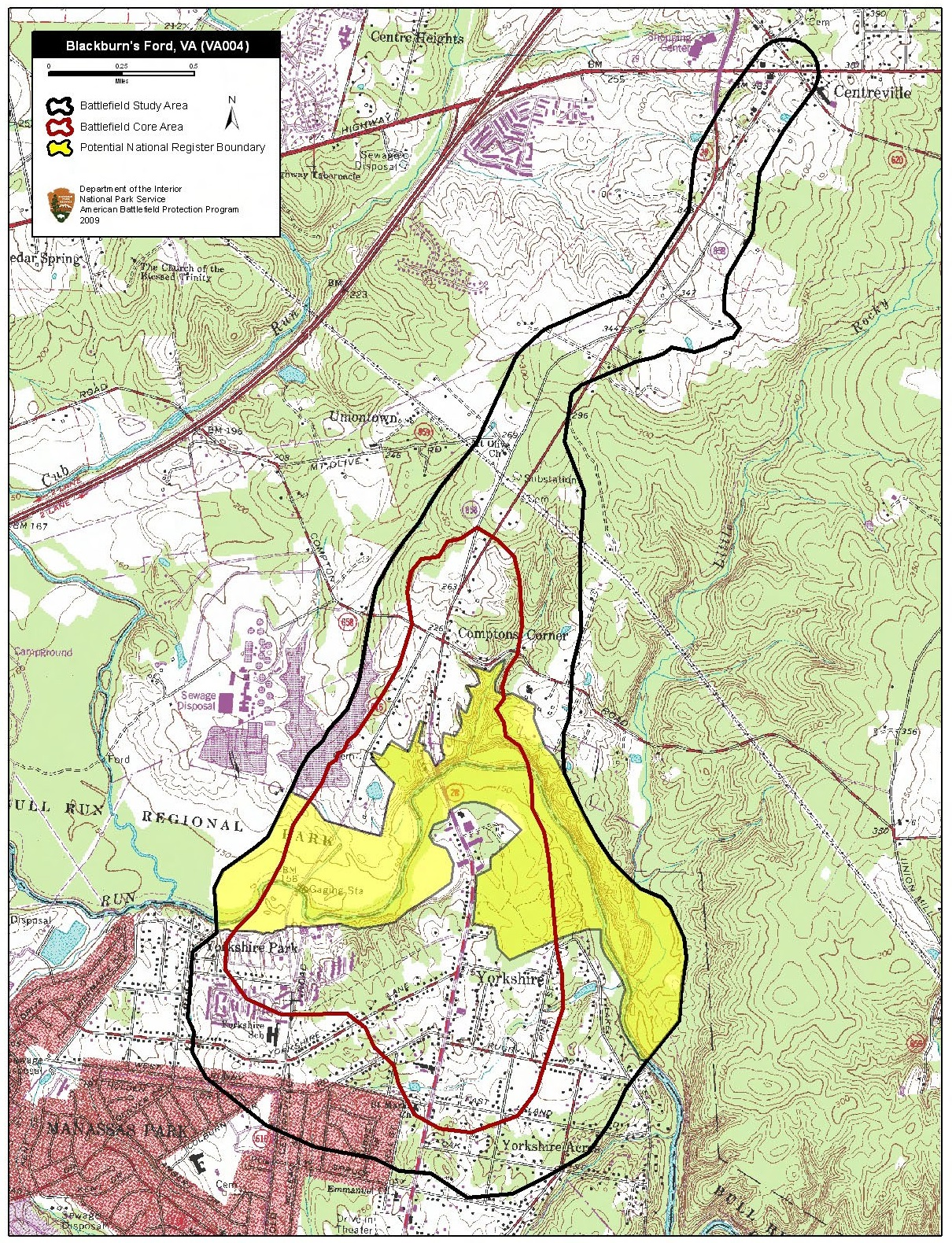
Mapa das áreas centrais e de estudo do Campo de Batalha de Blackburn's Ford pelo Programa Americano de Proteção de Campos de Batalha

Em 18 de julho, Tyler avançou para Centreville e foi informado pelos moradores locais que os Confederados haviam recuado da cidade. As tropas de Milledge Bonham, em particular, foram relatadas como tendo recuado na direção de Blackburn's Ford. Tyler então marchou para sudeste em direção a Mitchell's Ford e Blackburn's Ford, chegando a este último por volta das 11h. Olhando para o sul através do curso d'água, Tyler acreditou que a estrada para Manassas Junction estava praticamente livre, mas não conseguiu ver a brigada Confederada do Gen. Brig. James Longstreet escondida nas matas atrás do vau. Ele ordenou que dois obuseiros sob o comando do Capitão (Cap.) Romeyn B. Ayres bombardeassem os Confederados que ele podia ver—canhões da Artilharia de Alexandria e da Artilharia de Washington—mas o fogo não teve efeito visível. Como resultado, Tyler ordenou que o Coronel (Cel.) Israel B. Richardson e parte de sua brigada avançassem.
Richardson enviou uma parte do 1º Regimento de Infantaria de Massachusetts em direção à linha Confederada. O regimento de Massachusetts usava uniformes cinza em vez do padrão azul da União, o que causou confusão inicial, já que os Confederados também estavam vestidos de cinza. Após o 1º de Massachusetts, Richardson implantou os regimentos de infantaria 1º de Michigan, 2º de Michigan, 3º de Michigan e 12º de Nova York. O avanço da União encontrou resistência inicial dos regimentos 1º de Infantaria da Virgínia, 11º de Infantaria da Virgínia e 17º de Infantaria da Virgínia da brigada de Longstreet. Tyler ordenou que Ayres movesse seus canhões para mais perto da ação, acompanhados pela cavalaria, e enviou o resto da brigada de Richardson em direção ao vau. O 12º Regimento de Infantaria de Nova York começou a recuar sob fogo pesado, expondo o resto da linha de Richardson, particularmente o 1º de Massachusetts, ao fogo Confederado. Ayres, cuja bateria havia usado grande parte de sua munição, retirou seus dois obuseiros do campo. Durante o confronto, os canhões da União dispararam aproximadamente 415 tiros, e os canhões Confederados dispararam aproximadamente 310. Tyler percebeu que os Confederados tinham uma força considerável no vau e ordenou que o resto de sua infantaria recuasse. Depois que a brigada de Richardson completou sua retirada, uma segunda brigada de Tyler comandada por William T. Sherman chegou ao campo, embora a brigada de Sherman tenha sido submetida apenas a bombardeios leves.
O Cel. Jubal A. Early chegou com sua brigada Confederada após marchar cerca de três quilômetros ao norte do quartel-general de Beauregard na casa de Wilmer McLean. A disponibilidade desse poder de fogo adicional completou a vitória Confederada, e uma reforçada Artilharia de Washington manteve as tropas da União sob fogo enquanto recuavam. O Cel. Patrick T. Moore do 1º de Infantaria da Virgínia, que mais tarde se tornaria general de brigada Confederado, recebeu um grave ferimento na cabeça na escaramuça e ficou incapacitado para serviço adicional em campo.
A divisão da União de Tyler sofreu 83 baixas na ação, enquanto os Confederados perderam 68 homens.

## Consequências
O fracasso do reconhecimento em força em Blackburn's Ford levou McDowell a decidir contra um ataque frontal ao longo do riacho Bull Run. Ele decidiu tentar atravessar o curso d'água além do flanco esquerdo Confederado, a manobra que ele empregou na Primeira Batalha de Bull Run em 21 de julho. A batalha resultante terminou em uma derrota para o exército da União de McDowell, embora os Confederados estivessem em grande desordem para fornecer uma perseguição eficaz. Tanto Longstreet quanto Early mais tarde alegaram que Blackburn's Ford "contribuiu muito para a vitória do dia 21, pois deu às nossas tropas confiança em si mesmas". Dois soldados da União, ambos do 12º de Nova York, posteriormente receberiam a Medalha de Honra por suas ações em Blackburn's Ford.
Em junho de 1994, corpos do 1º Regimento de Infantaria de Massachusetts foram encontrados e posteriormente sepultados novamente.
Hoje, o local da escaramuça está marcado com um painel interpretativo estabelecido pela organização Virginia Civil War Trails. O marcador está localizado no local do antigo vau.